# Сурков Владислав Юрійович
Владисла́в Ю́рійович Сурко́в (рос. Владислав Юрьевич Сурков; нар. 21 вересня 1964, с. Солнцево, Липецька область, за іншими даними — Дуба-Юрт, Чечня) — російський політик. Дійсний державний радник I класу. Ідеолог проєкту «Новоросія».
Помічник Президента Російської Федерації (2013—2020). Заступник голови Уряду Російської Федерації (2011—2013), керівник апарату уряду Російської Федерації (2012—2013). Перший заступник керівника адміністрації президента Росії (2008—2011), заступник керівника адміністрації президента Росії і помічник президента Російської Федерації Володимира Путіна (2004—2008). 25 січня 2020 року директор Центру політичної кон'юнктури Олексій Чеснаков повідомив, що помічник президента РФ Володимира Путіна Владислав Сурков залишив держслужбу «у зв'язку зі зміною курсу на українському напрямку». Водночас прессекретар президента РФ Дмитро Пєсков заявив, що указу про відставку Владислава Суркова з поста помічника президента РФ немає. Коментуючи питання, чи дійсно у політиці Москви щодо України відбулися зміни, які коректно називати зміною курсу, Пєсков заявив: «Будь-які міркування на цю тему — це особиста точка зору».

## Життєпис
Прийшов на роботу в адміністрацію глави держави 1999 року, ще за першого президента РФ Бориса Єльцина. Відомий політичний маніпулятор («політтехнолог»), займався рядом великих політичних проєктів, в тому числі працював над організацією виборчих блоків «Єдність» (1999) і «Батьківщина» (2003), а також наглядав за партійним будівництвом «Єдиної Росії» (2003) і «Справедливої Росії» (2006). Журнал «Профіль» в одній зі своїх публікацій 2006 року назвав Суркова «незмінюваною ланкою в системі влади» в разі відходу якої «політичний простір швидко перетвориться… в кашу з малопродуктивних, часом просто бездарних політиків». Ідейний натхненник масової цензури, створення «культу особи Путіна», безпринципної пропаганди («сурковська пропаганда»), «сірий кардинал» путінської Росії 2000-2010-х років.
Ймовірний автор детективних романів «Околоноля» і «Машинка і Велік» під псевдонімом — Натан Дубовицький.
Звинувачується СБУ в організації терористичних акцій під час подій 2014 року в Києві та Криму. У зв'язку з активною роллю у анексії Криму та агресії Росії проти України знаходиться у санкційних списках США, ЄС та інших країн Заходу.

## Біографія

### Походження, дитинство
Владислав Юрійович Сурков, згідно з офіційною біографією, народився 21 вересня 1964 року в селі Солнцево Липецької області Росії. За іншими відомостями, Асланбек Андарбекович Дудаєв (Сурков В. Ю.) народився 1962 року в селі Дуба-Юрт Чечено-Інгушської Автономної Республіки. Його мати — Суркова Зоя Антонівна (*1936), випускниця Тамбовського педагогічного інституту, була направлена за розподілом шкільною вчителькою до Чечні. Батько — Дудаєв Андарбек Данільбекович (*1942) шкільний вчитель молодших класів, який змінив ім'я пізніше на Юрій. Батько згадує, що назвали сина на честь більшовика-революціонера Асланбека Шеріпова. Владиславом в дитинстві його називала матір, на свій російський манір, а він і чеченська рідня називали Асіком (пестливо від Асланбек, що означає Слава). У 2005 році в інтерв'ю німецькому виданню «Шпігель» (нім. Der Spiegel) Сурков заявив, що його батько дійсно був чеченцем і що перші 5 років життя сам Сурков провів у Чечні.
За спогадами жителів села Солнцево, Зоя Суркова повернулася з Дуба-Юрта на батьківщину вагітна, народила сина і знову поїхала до Чечні вчителювати. Владислава деякий час виховували дідусь з бабусею з боку матері, у яких була своя пасіка. Повернувшись пізніше до батьків у Дуба-Юрт, Владислав був улюбленцем діда і бабусі з боку батька, які ні в чому йому не відмовляли. У 1967 році Юрій Дудаєв отримав роботу на грозненському телебаченні і сім'я переїхала з Дуба-Юрта до Грозного. Незабаром Юрій Дудаєв поїхав до Ленінграда вступати до військового училища, почав служити в ГРУ, брав участь в ряді спеціальних операцій у В'єтнамі. До родини Юрій Дудаєв вже не повертався. Вийшовши на пенсію, проживає в місті Уфа.
Після розлучення з чоловіком Зоя Суркова, забравши п'ятирічного сина, переїхала з Чечні до Липецької області. З батьком Владислав Сурков ніколи більше не зустрічався, хоча і спілкувався з ним на відстані. Пізніше Владислав з матір'ю переселились до міста Скопин Рязанської області, де Зоя Суркова влаштувалася вчителем образотворчого мистецтва та географії у школу № 62 (тепер № 5), де й пропрацювала більше 25 років. У цій же школі Владислав навчався 8 років, з 1971 по 1979 роки. До школи він вступав вже як Владислав під материнським прізвищем, в 16 років отримав паспорт громадянина СРСР як Владислав Юрійович Сурков. Згідно з твердженнями вчителів, в школі він чудово вчився, писав вірші, захоплювався музикою, був старостою класу і членом ради дружини піонерської організації. Після закінчення 8-річної школи Владислав поступив до середньої школи № 1, яку закінчив у 1981 році.

### Молодість
За даними ряду ЗМІ, після школи 1982 року Сурков вступив до Московського інституту сталі і сплавів (МИСиС), який він так і не закінчив, але в гуртожитку інституту познайомився з Михайлом Фрідманом.
У 1983—1985 роках Сурков, згідно зі своєю офіційною біографією, служив в лавах Радянської армії, в одній з артилерійських частин Південної групи військ СРСР в Угорщині. Однак 12 листопада 2006 року міністр оборони Росії Сергій Іванов в інтерв'ю програмі «Вести недели», що виходить на телеканалі «Росія», повідомив, що готовий розкрити телеглядачам «секрет»: Сурков, як і повпред президента в Південному федеральному окрузі Дмитро Козак, строкову службу проходив у військах спеціального призначення Головного розвідувального управління (ГРУ). Даний факт в інтерв'ю підтвердив і батько Владислава Суркова.
Після армії Сурков вступив до Московського інституту культури, де навчався на факультеті режисури масових театралізованих вистав за спеціальністю «театральна режисура». Інститут Сурков не закінчив, довчившись лише до третього курсу.
Ряд ЗМІ вказували, що Сурков після інституту працював токарем, в інших публікаціях стверджувалося, що він деякий час був керівником самодіяльного театру.

### Кінець 1980-х років
1987 року Сурков, після роботи охоронцем Михайла Ходорковського, очолив рекламний відділ створеного останнім Центру міжгалузевих науково-технічних програм (ЦМНТП) — Фонду молодіжної ініціативи при Фрунзенському райкомі Комсомолу. Ряд ЗМІ стверджували, що Сурков прийшов до Ходорковського з кооперативу «Камелопарт», де був адміністратором зі зв'язків з замовниками (кооператив займав кімнату в будинку, де розташовувався ЦМНТП). У той же час повідомлялося, що 1988 року Сурков організував агентство з надання піар-послуг «Метапресс» і вже звідти на запрошення Ходорковського перебрався в державно-кооперативне об'єднання «МЕНАТЕП», створене в 1987 році на базі ЦМНТП. Ряд джерел також вказували, що кооператив «Камелопарт» був організований 1988 року, а агентство — лише 1991 року (фактично, воно вже було підрозділом «МЕНАТЕП»).

### 1990-ті роки
У 1991—1996 роках Сурков займав посади начальника управління по роботі з клієнтами та начальника відділу реклами в Об'єднанні кредитно-фінансових підприємств «МЕНАТЕП» (в подальшому банк «Менатеп»), очолюваного Ходорковським. За даними ряду ЗМІ, з січня по травень 1992 року Сурков був членом правління «МЕНАТЕП». Того ж року, він деякий час очолював Російську асоціацію рекламодавців. На думку Михайла Ходорковського, Сурков — «виключно обдарований піарник» і «дуже талановитий креативщик», якому за талант можна пробачити все або майже все.
У 1996—1997 роках Сурков був призначений заступником керівника, а потім і керівником департаменту зі зв'язків з громадськістю ЗАТ «Роспром».
У лютому 1997 року Сурков перейшов до очолюваного Михайлом Фрідманом Альфа-Банку, де став першим заступником голови ради банку. Причини його переходу невідомі, проте ряд видань припустило, що Сурков «втомився бути третім» (після Ходорковського і Леоніда Невзліна). За іншою версією Сурков — не командний гравець, він за своєю природою одинак, і, можливо, йому просто набридає подовгу працювати на одному місці.
Наприкінці 1990-х років Сурков закінчив Міжнародний університет в Москві, отримав ступінь магістра економічних наук.
Впродовж 1998—1999 років Сурков займав пост першого заступника генерального директора, директора зі зв'язків з громадськістю ВАТ «Громадське російське телебачення» (ОРТ). У травні 1998 року був обраний відповідальним секретарем Відкритої наглядової ради телеканалу ОРТ. Суркова на телеканал запросив підприємець Борис Березовський.

## Політика
Навесні 1999 року Сурков став помічником Олександра Волошина — керівника адміністрації президента Російської Федерації, а в серпні того ж року — його заступником. На початку грудня 1999 року, вже завдяки протекції самого Суркова, на таку ж посаду був призначений його колишній підлеглий Олександр Абрамов. ЗМІ згодом припустили, що прихід Суркова в Кремль став можливий завдяки його зв'язкам з Борисом Березовським, не виключали вони і ймовірність того, що його рекомендував Фрідман або президент «Альфа-Банку» Петро Авен. 27 грудня 2011 року, після відставки з посади заступника голови Адміністрації Президента Росії Сурков сказав: 
|  | Я був в числі тих, хто допомагав президенту Єльцину здійснити мирну передачу влади. У числі тих, хто допомагав президенту Путіну стабілізувати політичну систему. |

### Перший президентський термін Путіна

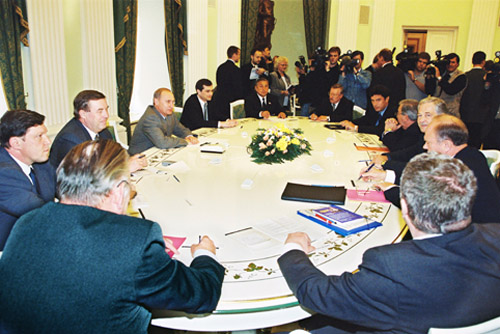
Сурков на зустрічі президента з лідерами парламентських фракцій, 2000 рік

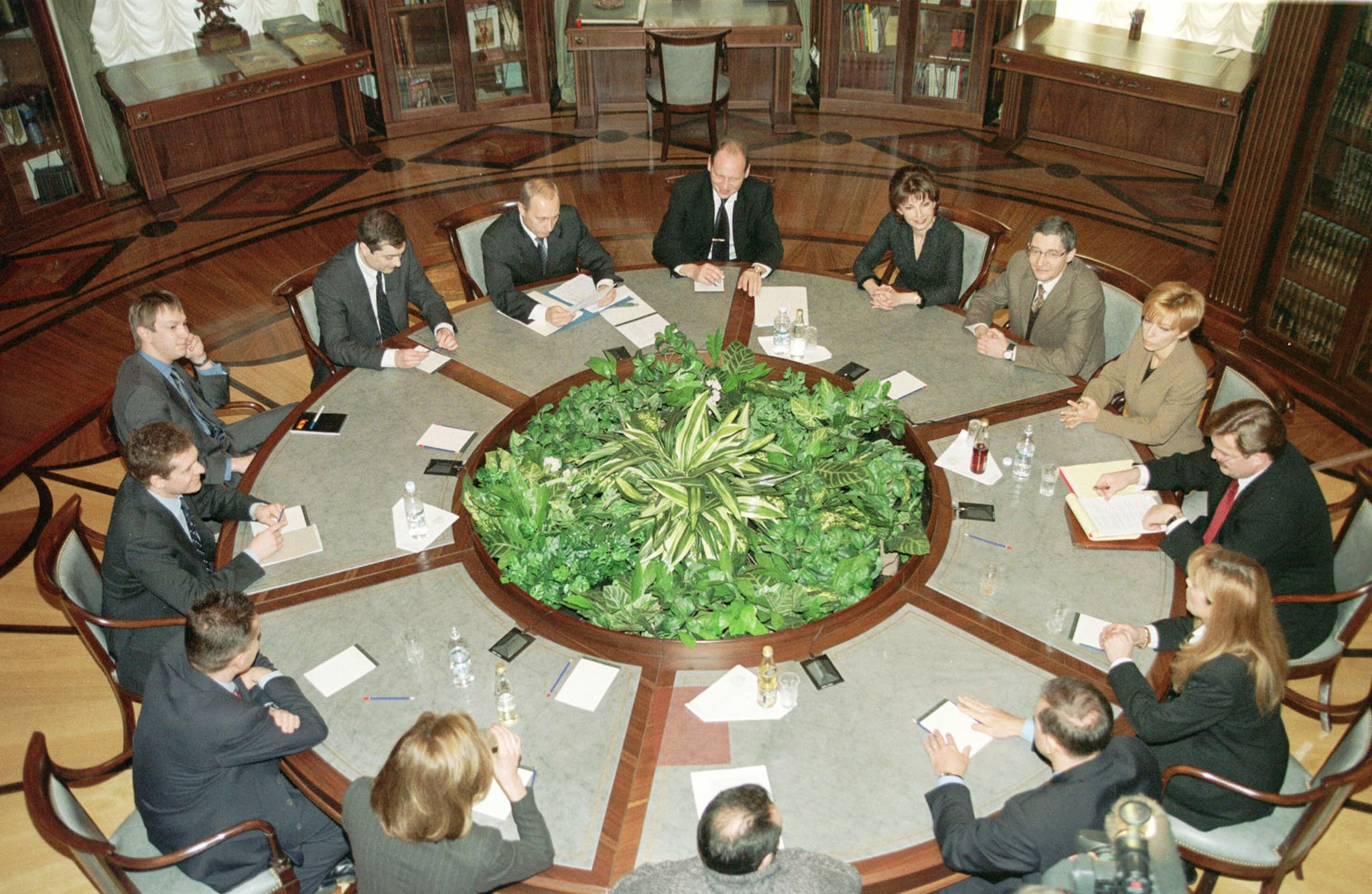
Сурков на зустрічі президента РФ з журналістами телеканалу НТВ, 2001 рік

На своєму новому посту, за даними ЗМІ, Сурков займався плануванням і реалізацією великих політичних проєктів в інтересах Кремля. Вже восени 1999 року експерти називали Суркова «геніальним комунікатором», «креативним піарником-консультантом, здатним передбачити багато подій». Працюючи в цей час з різними депутатськими групами над створенням єдиної підвладної Кремлю політичної партії, активно впроваджує механізм входження до таких груп — «спонсорство». Спершу 1999 року створюється на противагу Євгену Примакову й Юрію Лужкову передвиборчий блок «Єдність». Пізніше, в 2003 році було утворено виборчий блок «Батьківщина» і партію влади — «Єдину Росію». Через 3 роки формується друга партія влади з конгломерату Справедливої Росії, партії пенсіонерів і партії життя. Для неформальної народної підтримки утворюється молодіжний рух «Ті, що йдуть разом».

### Другий термін Путіна
У березні 2004 року Сурков був призначений заступником керівника адміністрації — помічником президента Російської Федерації Володимира Путіна. На цій посаді Сурков здійснював організаційне та інформаційно-аналітичне забезпечення діяльності президента з питань внутрішньої політики, а також федеративних і міжнаціональних відносин, керував діяльністю Управління президента з внутрішньої політики, забезпечував взаємодію президента з Радою Федерації, Державною Думою, Центральною виборчою комісією Росії, а також з політичними партіями, громадськими і релігійними об'єднаннями, професійними спілками. У сфері його відповідальності перебувало забезпечення взаємодії з органами державної влади суб'єктів Російської Федерації і органами місцевого самоврядування, а також зв'язок із засобами масової інформації.
У вересні 2004 року Сурков був обраний головою ради директорів ВАТ «АК Транснафтопродукт» (ТНС), у лютому 2006 року, згідно з розпорядженням прем'єр-міністра РФ Михайла Фрадкова, покинув цей пост.
Наприкінці червня 2006 року розгорівся скандал навколо виселення судовими приставами жителів мікрорайону Південне Бутово, під час якого мер Москви Юрій Лужков звинуватив москвичів, які не побажали покинути свої будинки, в «жлобстві», а місцеві жителі подали на Лужкова колективний судовий позов про захист честі і гідності. Цей конфлікт став однією з головних тем трьох центральних телеканалів РФ, прозоро натякаючи на політичне підґрунтя «Бутовської справи». Сурков тоді назвав події в Південному Бутові «показником здоров'я суспільства». Президент Інституту національної стратегії Станіслав Бєлковський вказував, що ситуація була пов'язана з процесом вибору наступника президента, і зневадженням кандидатури Лужкова.
У червні 2007 року, в рік парламентських виборів, Сурков наголошував, що партія «Єдина Росія» — це гарант спадкоємності курсу президента Путіна, тому що президент і партія — це одне політичне ціле.
1 жовтня 2007 року на з'їзді партії «Єдина Росія» Путін оголосив, що згоден очолити партійний список на наступних виборах до Державної Думи (2 грудня), у той же час бути членом партії він відмовився. На наступний день було оголошено, що передвиборної трійки кандидатів від партії не буде — Путін очолить список одноосібно. У тому ж місяці Сурков, виступаючи перед бізнес-спільнотою на засіданні столипінського клубу, запевнив присутніх, що зростання капіталізації компаній і консолідованого прибутку підприємств продовжиться при збереженні спадкоємності влади.
Переможцем на виборах стала «Єдина Росія», яка отримала 64,3 % голосів і 315 місць в Думі, а «Справедлива Росія» 7,7 % і 38 місць. Через два дні на зустрічі з президентом керівники «Єдиної Росії», «Справедливої Росії», Аграрної партії і партії «Громадянська сила» висунули наступником Путіна Дмитра Медведєва, чию кандидатуру гарант схвалив «цілком і повністю».

### Президентство Медведєва

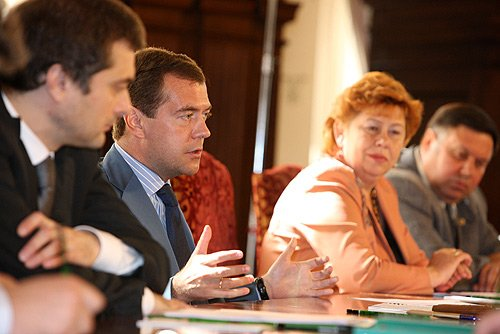
На президентській зустрічі з лідерами опозиційних партій, 2009 рік

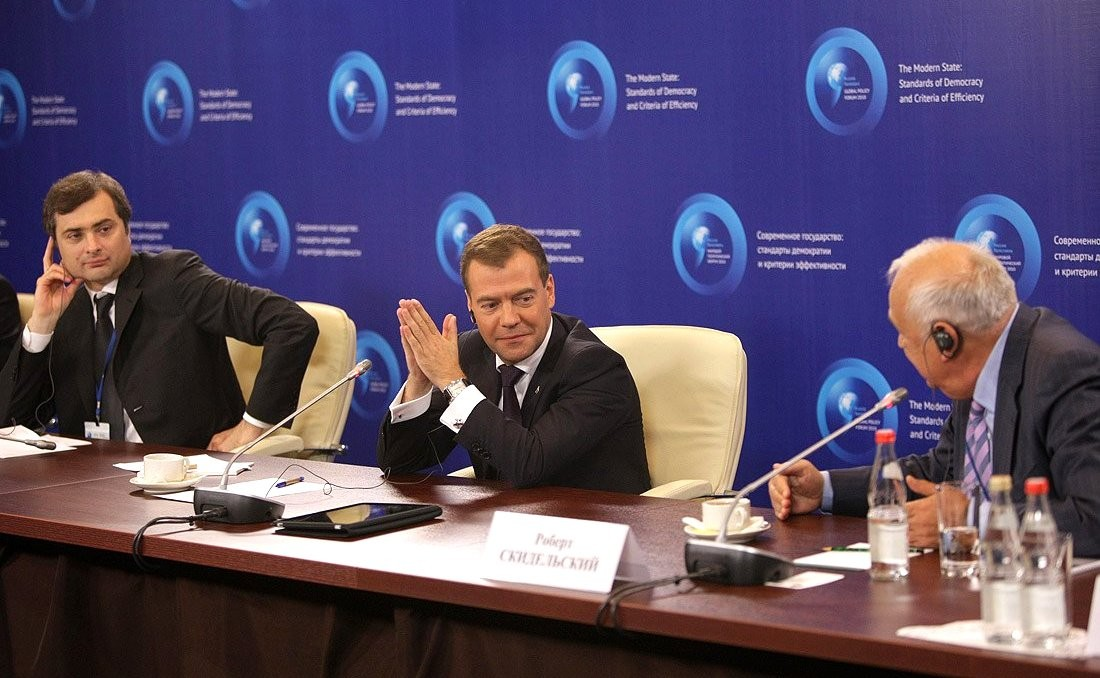
Сурков на зустрічі президента РФ з політологами, 2010 рік

2 березня 2008 року в Росії були проведені президентські вибори, на яких Медведєв отримав 70,28 % голосів. 15 квітня 2008 року на IX з'їзді «Єдиної Росії» Путін погодився стати головою партії, залишаючись, відповідно до свого бажання, безпартійним.
7 травня 2008 року, в день інавгурації новообраного президента Росії, глава держави доручив співробітникам адміністрації президента тимчасово виконувати свої обов'язки і вніс до Держдуми кандидатуру Путіна для затвердження прем'єр-міністром країни. Відносини Суркова з Медведєвим до його обрання главою держави «були складними», це і полеміка з приводу «суверенної демократії», і відсутність у Медведєва відносин з «Єдиною Росією» і рухом «Наші». Однак 12 травня 2008 року Медведєв призначив першим заступником керівника адміністрації президента Росії Сергія Наришкіна Владислава Суркова. Збереження колишньої команди було сприйнято як підтвердження намірів дотримуватися курсу, що проводився Путіним, запровадження «тандемократії».

Кілька місяців по тому, Сурков на зустрічі з активістами рухів «Росія молода» і «Нові люди» заявляв про «деструктивні сили», що намагаються вбити клин між президентом і главою кабінету міністрів. Однак вже у вересні на семінарі єдиноросів «Основні напрямки ідеологічної роботи партії» він розвіяв усі надії на «відлигу» всередині країни: 
|  | Не буде ніякої відлиги, чи якоїсь іншої політичної сльоти. |

У липні 2008 року вищою радою партії «Єдина Росія» було прийнято рішення про створення громадських приймалень Путіна по всіх російських регіонах — «для прямого спілкування між головою партії і громадянами». «Вчив партійців правильно приймати населення від імені Володимира Путіна» особисто Сурков.
У вересні 2008 року Сурков на семінарі «Напрямок ідеологічної роботи» заявив про необхідність зосередитися в ході передвиборної полеміки в регіонах «на тих опонентах, хто здатний до конструктивного діалогу», у першу чергу на представниках «Справедливої Росії», тим самим дав зрозуміти, яка партія розглядається як елемент двопартійної системи.

Наприкінці 2008 — початку 2009 років Сурков неодноразово виступав з пропозиціями, спрямованими на подолання наслідків світової фінансової кризи. Так на секції форуму «Стратегія — 2020» в промові «Врятувати гегемона» Сурков основне завдання «держави в період спаду» визначив як збереження середнього класу: 
|  | Росія — їхня країна. Медведєв і Путін — їхні лідери. І вони не дадуть їх образити. |

 У своєму січневому виступі на семінарі-нараді з секретарями регіональних політрад партії Єдина Росія Сурков знову закликав боротися з наслідками фінансової кризи «неординарними» заходами, запропонував зміцнювати «суверенну демократичну державу» з метою зміни світової політичної системи, щоб зробити її більш справедливою і вигідною для росіян. У тому ж місяці на закритій нараді «Єдиної Росії» прийнято рішення мобілізувати сили партії на організацію мітингів на підтримку уряду з метою направити протестні настрої суспільства в потрібне русло.
У липні 2009 року Сурков був призначений координатором з питань громадянського суспільства робочої групи (Суркова — Макфола) двосторонньої американсько-російської президентської комісії (комісія Медведєва — Обами), створеної за підсумками переговорів президента Медведєва з президентом США Бараком Обамою. Це призначення викликало протест серед російських правозахисників, які у відкритому зверненні до глави держави прохали переглянути це рішення, тому що з ім'ям Суркова «асоціюються негативні тенденції розвитку демократії в Росії». На початку 2010 року американський конгресмен Ілеана Рос-Лейтінен назвала Суркова одним з головних ідеологів обмеження свободи слова в Росії, переслідування російських журналістів і представників опозиційних політичних партій. Борис Нємцов закликав старшого директора по Росії Ради національної безпеки США вийти з російсько-американської комісії з питань громадянського суспільства. У січні 2012 року Сурков і Майкл Мак-Фол покинули цю комісію.

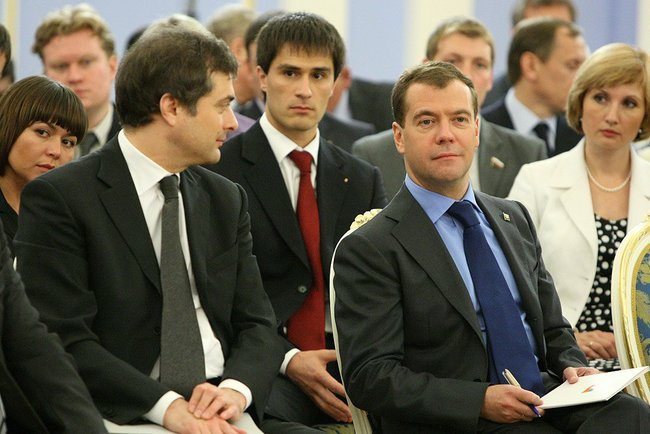
На нараді з приводу «модернізації» країни, 2010 рік

У травні 2009 року Сурков був призначений заступником очолюваної президентом Комісії з модернізації і технологічного розвитку економіки Росії, а 31 грудня 2009 року ним сформована робоча група зі створення «територіально відокремленого комплексу для розвитку досліджень і розробок і комерціалізації результатів» — Сколково. У лютому 2010 року Сурков розповів про плани створення «інноваційної долини», або «іннограда» — національного аналога Кремнієвої долини в США. Суспільство досить скептично сприйняло такі ідеї, а російська LiveJournal-спільнота, за висловом «Нового регіону», назвала намальовану Сурковим картину міста майбутнього «сумішшю путінщини і маніловщини». У березні 2010 року російську частину координаційної структури очолив голова рад директорів Об'єднаної компанії «Русал» і російсько-американського СП «Ренова» Віктор Вексельберг.
У жовтні 2010 року Сурков з робочим візитом відвідав Чеченську Республіку. Нагадавши про успіхи «Єдиної Росії» на минулих виборах до Держдуми п'ятого скликання (за єдиноросів в Чечні проголосували 99,36 % виборців), він назвав республіку «однією з вітрин Росії». У свою чергу, глава Чечні Рамзан Кадиров повідомив про присвоєння Суркову звання «Почесний громадянин Чеченської Республіки».
Існують непрямі докази того, що саме Сурков в 2009—2010 роках відповідав за фінансову сторону обрання Віктора Януковича президентом України. Так Олег Рибачук, держсекретар України під час президентства Віктора Ющенка, який відповідав за євроінтеграцію, висловлювався про нього: «Він добре відомий в бізнес-колах, інформація про його політику завжди надходила від представників російського бізнесу і українських підприємців з інтересами в Росії. Серед іншого Сурков відповідав за фінансову підтримку передвиборчої кампанії Віктора Януковича».
Згідно з податковою декларацією, 2010 року Сурков заробив 4,59 млн російських рублів. У нього і у його дітей не було нерухомості й автомобілів у власності, зате його дружині належали 3 будинки і 1 квартира, офіційний дохід становив 85,2 млн російських рублів.

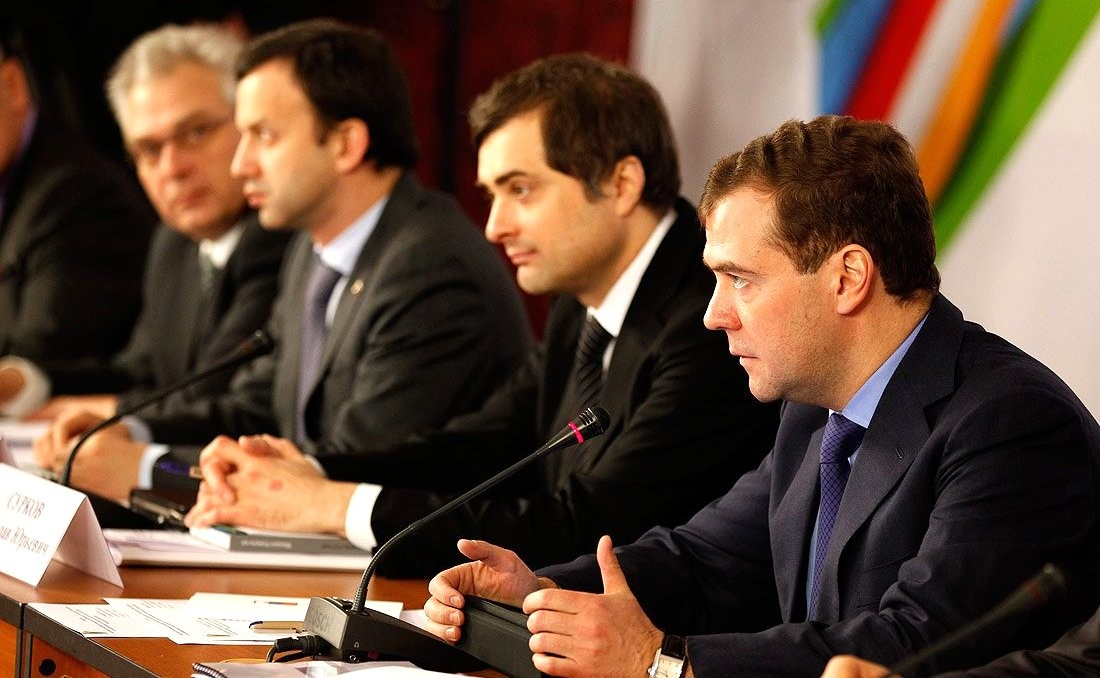
Сурков під час президентської поїздки до Нижегородської області, 2011 рік

15 вересня 2011 року на з'їзді партії Михайло Прохоров лідер «Правої справи» (рос. Правое дело) був відсторонений від керівництва партією. Євген Ройзман, соратник лідера, зв'язав розкол в партії з діяльністю «клерків» з адміністрації президента, в тому числі Суркова. Коментуючи подію, він сказав: 
|  | У нашій країні є ляльковод, який приватизував всю політичну систему. Це Сурков. |

 Крім того, бізнесмен пообіцяв, що зробить все можливе, щоб домогтися відставки першого заступника голови адміністрації президента.
Незабаром після виборів до Державної Думи шостого скликання, що відбулися 4 грудня 2011 року, глава президентської адміністрації Наришкін перейшов на роботу до парламенту. У зв'язку з цим Сурков протягом тижня сам виконував обов'язки керівника адміністрації, проте вже 23 грудня на цю посаду був призначений Сергій Іванов. 27 грудня 2011 року президент Медведєв призначив Суркова на посаду віце-прем'єра з питань модернізації, звільнивши його з посади в президентській адміністрації. Замість нього місце першого заступника глави адміністрації президента зайняв В'ячеслав Володін. 30 грудня прем'єр-міністр Путін на зустрічі з новим заступником уточнив коло його обов'язків: Суркову було доручено курирувати в уряді роботу над проєктом ГЛОНАСС, а також відповідати за модернізацію в галузі освіти, науки і охорони здоров'я.
На думку російських правозахисників і опозиційних політичних діячів, Сурков є координатором незаконної діяльності з підтасовування результатів виборів, знищення політичної конкуренції, організації кампаній проти громадських організацій, а також зі створення «загонів молодих штурмовиків» на кшталт руху «Наші». Хоча сам Сурков висловлював схвальні коментарі на адресу учасників протестних мітингів у Москві 10 і 24 грудня 2011 року проти фальсифікації результатів виборів до Держдуми РФ шостого скликання, назвавши людей, які вийшли на вулиці, «кращою частиною нашого суспільства», від думки яких не можна зарозуміло відмахуватися. З приводу такого лицемірства російський письменник і журналіст Дмитро Биков написав байку «Бабак на мітингу».
Задекларований дохід Суркова за 2011 рік склав 5 млн російських рублів, дохід його дружини — 125,2 мільйона рублів.
11 січня 2012 року Путін затвердив новий розподіл обов'язків між своїми заступниками: крім інноваційної діяльності в науці і модернізації соціальної сфери, Сурков почав відповідати за реалізацію пріоритетних нацпроєктів (за виключенням сільського господарства), державну політику в галузі культури і мистецтва, молодіжну і демографічну політику, розвиток туризму та взаємодія з релігійними об'єднаннями. У лютому 2012 року Сурков змінив в ряді урядових комісій Олександра Жукова, колишнього віце-прем'єра, який перейшов на роботу до Держдуми, і Сергія Іванова, ставши таким чином головою комісії з питань релігійних об'єднань, заступником голови ради з розвитку вітчизняної кінематографії та заступником голови координаційної ради у справах ветеранів. Крім того, він увійшов до складу комісії з бюджетного проєктування, а також оргкомітетів з підготовки святкування Дня слов'янської писемності і150-річчя від дня народження Петра Столипіна.

### Третій термін Путіна

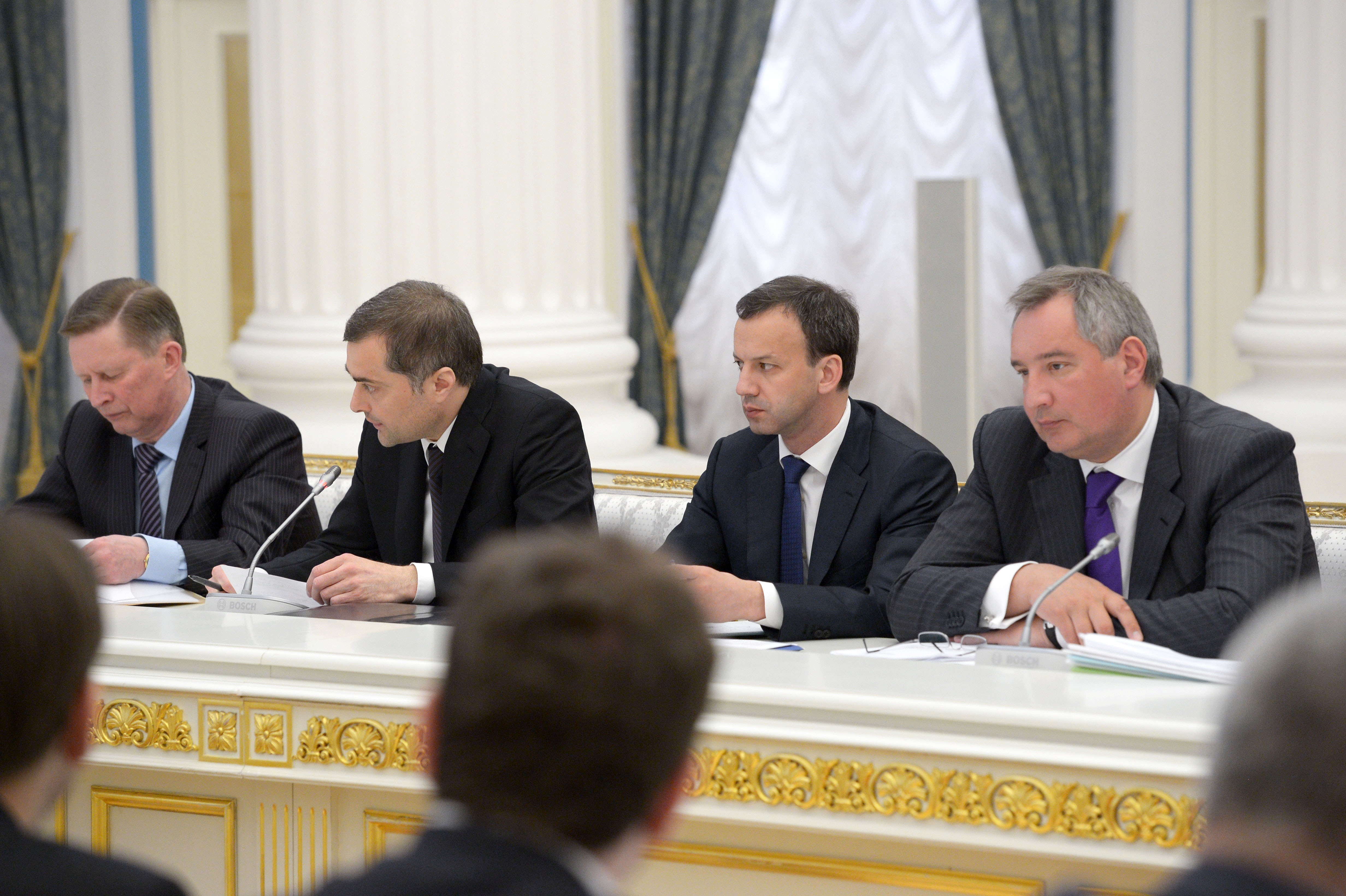
Сергій Іванов, Владислав Сурков, Аркадій Дворкович і Дмитро Рогозін, 2013 рік

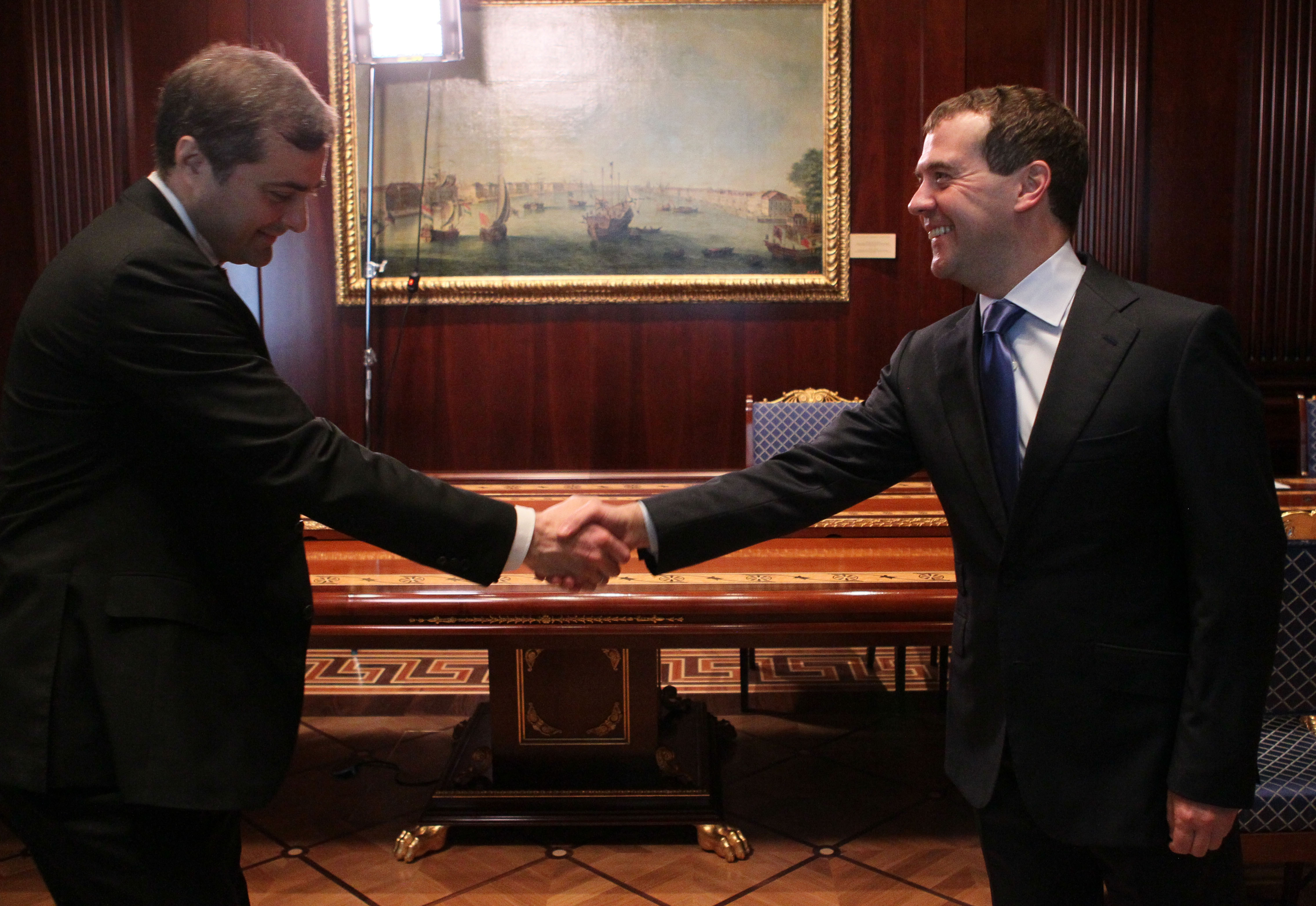
Медведєв і Сурков, як голова уряду і його заступник, 2012 рік

У березні 2012 року Путін, переміг на президентських виборах в Росії і в третій раз зайняв пост президента. У травні вступив на посаду і призначив Медведєва прем'єр-міністром РФ, в уряді якого Сурков зберіг пост віце-прем'єра і очолив апарат російського уряду. У червні 2012 року Сурков був призначений главою урядових комісій з розвитку телерадіомовлення та впровадження інформаційних технологій в діяльність державних органів і органів місцевого самоврядування. У серпні того ж року Медведєв доручив Суркову курувати в уряді питання взаємодії з релігійними організаціями. До кінця літа 2012 року замкнув на себе усі кадрові питання Уряду Російської Федерації на себе. Виступав проти законопроєкту, що забороняє держслужбовцям володіти нерухомим майном за кордоном.
Під час скандалу навколо незаконних витрат державного фінансування інноваційного центру Сколково, 1 травня 2013 року, на лекції в Лондонській школі економіки, стверджував, що слідчі Слідчого комітету Росії не володіють доказами, тим самим вчинивши непрямий тиск на слідство. У відповідь була різка заява спікера Слідчого комітету В. Маркіна на сторінках газети «Известия», за що Сурков обізвав Маркіна графоманом.
7 травня 2013 року президент РФ на відкритому засіданні в присутності телевізійних журналістів піддав критиці роботу уряду, який, за його оцінкою, не виконав доручення навіть на третину. Реагуючи на критику, Сурков заперечував з низки питань, полемізував з Путіним. Деякі аналітики вважали саме цю перепалку причиною звільнення Суркова на наступний день, з формулюванням «за власним бажанням».
Відставку Суркова західна преса сприйняла як удар по позиціях прем'єр-міністра Дмитра Медведєва, члени кабінету якого в міру наростання невдач в економіці і протестних настроїв (що досягли свого піку наприкінці 2013 року) вибувають з великої політики один за іншим. Газета «Вашингтон пост» (англ. The Washington Post) оцінила цей крок президента, як «видатний політичний розум Кремля». Головною темою російських політологів після звільнення Суркова стало обговорення ослаблення позицій Медведєва і відставка уряду Росії.
Проте вже 20 вересня 2013 року він був повернутий до Кремля і призначений помічником президента Росії з питань взаємин з окупованими РФ Абхазією і Південною Осетією. Неофіційні джерела вказують на його ґрунтовну роботу у відносинах з Україною. На початку 2014 року займався таємною дипломатією як представник російського президента в Україні, здійснив дві поїздки (наприкінці січня і 14-20 лютого 2014 року) до Києва заради перемовин з Віктором Януковичем під час подій Євромайдану. За даними Генеральної прокуратури України, метою поїздок Суркова був збір інформації про те, як відбуваються протестні акції, як організований Майдан і як його фінансують.
У травні 2014 року як помічник президента РФ виїжджав до окупованої Росією Абхазії (Грузія) і намагався врегулювати внутрішньополітичну кризу, зберегти проросійський курс цього самопроголошеного державного утворення.
У вересні 2014 року в статті, присвяченій 50-річному ювілею, Владислав Сурков був охарактеризований, як високотворча людина і естет, людина, що зробила велику государеву кар'єру, будучи етнічно з національної меншини (чеченцем) з незакінченою вищою освітою.
25 січня 2020 Сурков звільнився з державної служби в РФ, пояснивши це «зміною курсу щодо України». Згодом прес-секретар президента РФ Дмитро Пєсков заперечив існування указу про відставку Суркова, сказавши, що поки що такого указу немає.

## Політичні партії та рухи

### Єдина Росія
Першим дітищем Суркова ЗМІ називали передвиборний блок «Єдність» (рос. Единство), створений 1999 року як противага блоку Євгена Примакова і Юрія Лужкова «Вітчизна — Вся Росія» (рос. Отечество — Вся Россия). Публікувалися відомості, що сама ідея створення потужного блоку, що спирається на лояльні Кремлю регіональні еліти, належала колишньому заступнику глави адміністрації президента Сергію Звєрєву, однак він не встиг реалізувати свій задум. Ту ж ідею, за даними журналу «Обозреватель», намагався втілити в життя Борис Березовський, але далі розмов справа не рушила, і за її реанімацію взявся саме Сурков. Однак деякі видання, наприклад, «Новая газета», писали, що Сурков не мав відношення до «Єдності» (нібито її створював інший заступник глави адміністрації — Ігор Шабдурасулов), а лише брав участь у створенні парламентської групи «Народний депутат», в яку після виборів перейшли багато членів «Єдності». 2001 року «Єдність», об'єднавшись з «Батьківщиною» і двома депутатськими групами, «Регіони Росії» і «Народний депутат», організували Загальноросійський союз «Єдність» і «Вітчизна», до якого пізніше приєднався рух «Вся Росія». У тому ж році союз був перетворений на всеросійську партію «Єдність і Вітчизна» — Єдина Росія, співголовами якої були обрані Сергій Шойгу, Юрій Лужков і Мінтімер Шаймієв (2002 головою вищої ради партії став Борис Гризлов, а в грудні 2003 року партія була перейменована в «Єдину Росію» (рос. Единая Россия)). Таким чином, як зазначив Сурков, виступаючи на нараді членів руху «Отечество» в липні 2001 року, вдалося подолати «історичну помилку» — «розкол» між «Єдністю» і «Батьківщиною», які раніше виступали як політичні супротивники. Самого Суркова при цьому називали одним з головних творців і ідеологів «Єдиної Росії» як «партії влади» і «творцем» її перемоги на парламентських виборах в грудні 2003 року.

### Батьківщина

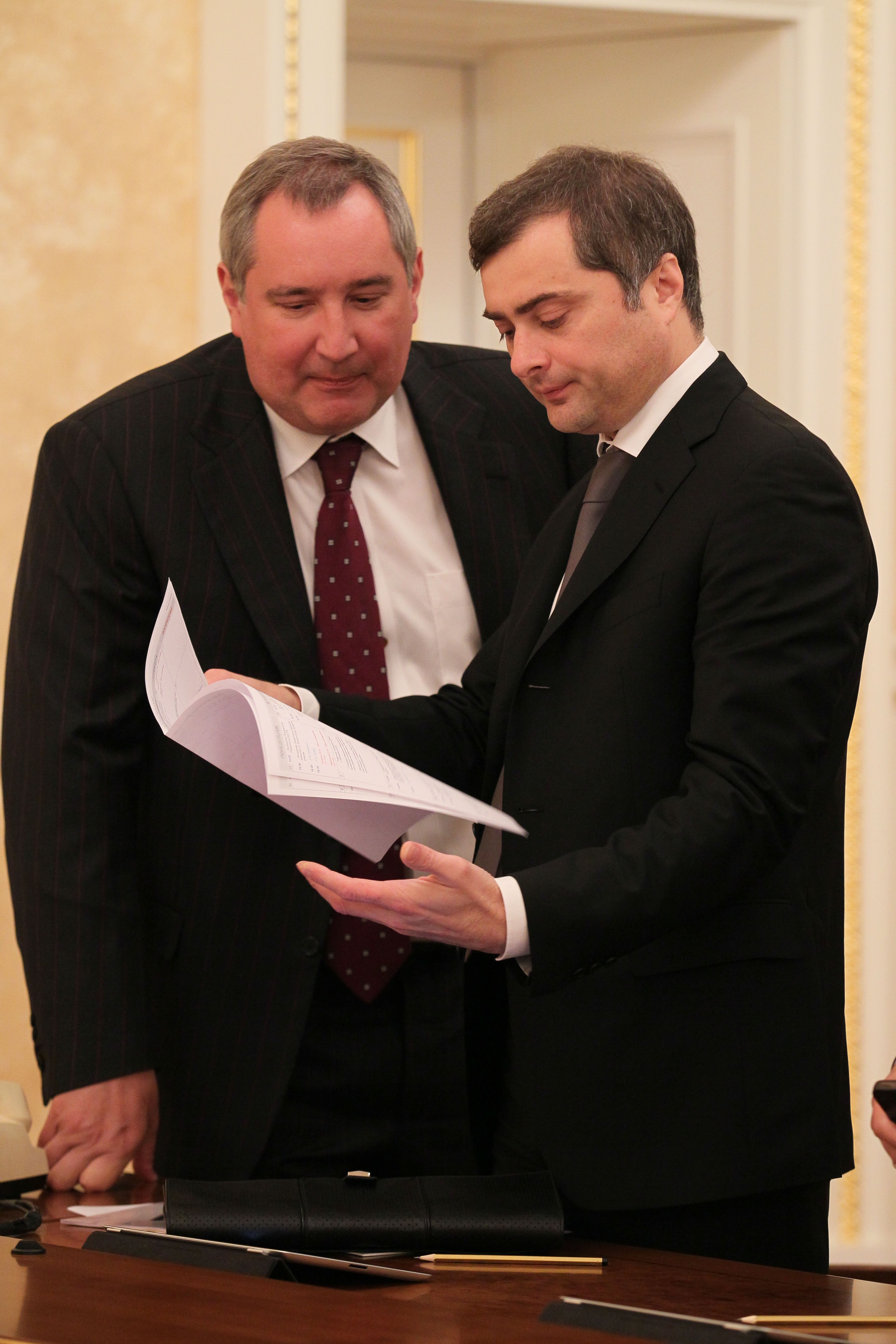
Дмитро Рогозін і Сурков, 2012 рік

У ЗМІ з'являлась інформація про зв'язок Суркова з партією «Родіна» (рос. «Родина»), один з лідерів партії Сергій Глазьєв під час свого конфлікту з іншим керівником «Батьківщини» Дмитром Рогозіним в лютому-березні 2004 року попереджав про «сурковсько-рогозінську» фракцію його партії в Думі. Деякі аналітики пов'язували «Батьківщину» з групою «пітерських чекістів» на чолі з заступником керівника адміністрації президента Росії — помічником президента Ігорем Сєчіним, бо 2005 року Рогозін «перестав» ходити на інструктаж до Суркова і набагато частіше став спілкуватися з кремлівськими «силовиками». Висловлювалися також версії про вплив на «Батьківщину» відразу двох (або більше) груп в президентській адміністрації. На думку ряду ЗМІ, Сурков просто відмовився згодом від «Батьківщини». В інтерв'ю німецькому журналу «Шпігель» в травні 2005 року Сурков заявив:
|  | Хоч комуністів візьміть, хоч «Батьківщину» — при всій повазі не можу уявити собі, що стало б з країною, прийди вони до влади. |

 На питання видання про можливість створення ще однієї прокремлівської партії — цього разу ліберальної, Сурков відповів, що такого проєкту немає.

### Справедлива Росія
2006 року Сурков зіграв одну з провідних ролей в організації другої «партії влади», «Справедлива Росія» (рос. Справедливая Россия), альтернативної «Єдиній Росії». Партія була створена на основі об'єднання партії «Батьківщина», Російської партії пенсіонерів (РПП) і Російської партії життя (РПЖ). У березні 2006 року Сурков на зустрічі з представниками РПЖ говорив, що країні потрібна «друга велика партія», бо «немає в суспільства другої ноги, на яку можна переступити, коли затекла перша». 28 жовтня 2006 року, на VII з'їзді «Батьківщини» учасники альянсу прийняли маніфест, який оголосив про створення партії «Справедлива Росія: Батьківщина — Пенсіонери — Життя».
Ряд аналітиків стверджували, що Сурков мав безпосереднє відношення до несподіваного розвороту аполітичної Партії життя в сторону лівої ідеології. Йому ж належала ідея «двопартійної конструкції» країни, що дозволяє, в разі успіху нової партії на парламентських виборах, домінувати «Єдиній Росії» у верхній палаті парламенту Росії. Ключова роль в партії «Справедлива Росія» відводилась підконтрольній Суркову Партії пенсіонерів — з її допомогою він мав намір впливати на нову політичну структуру. Незабаром після візиту Суркова до Тули, колишній заступник губернатора Тульської області Ігор Зотов був обраний керівником Російської партії пенсіонерів. Однак деякі експерти трактували появу нової партії як гру «пітерських силовиків», що зацікавлені в об'єднанні лівих сил, щоб конкурувати з силою «Єдиної Росії», яка повністю підконтрольна Суркову. У будь-якому разі Кремль був зацікавлений в запасних політичних силах.

### Ті, що йдуть разом
За даними ЗМІ, Сурков мав пряме відношення до формування ряду молодіжних рухів в Росії. З його ім'ям (разом з політтехнологами Глібом Павловським і Маратом Гельманом) пов'язували пропрезидентський молодіжний рух «Ті, що йдуть разом» (рос. Идущие вместе), утворений 2000 року. Рух очолив колишній співробітник адміністрації президента Василь Якеменко. Перша гучна акція «Тих, що йдуть разом» пройшла 7 листопада 2000 року в Москві на Васильєвському спуску, коли вдалося зібрати близько 6 тисяч осіб, які закликали «не пити», «не курити», «не лаятися матом» і підтримувати Володимира Путіна. ЗМІ визнали рух «невдалим проєктом», який перетворився на одіозну структуру, яка, в кінцевому підсумку, стала дискредитувати Путіна в очах вітчизняної і світової громадськості, бо діяльність більшості активістів була побудована на суто фінансовому зиску.

### Наші

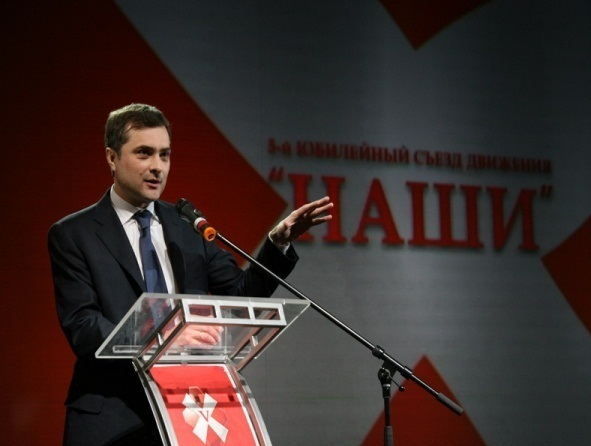
Сурков на п'ятому з'їзді руху «Наші»

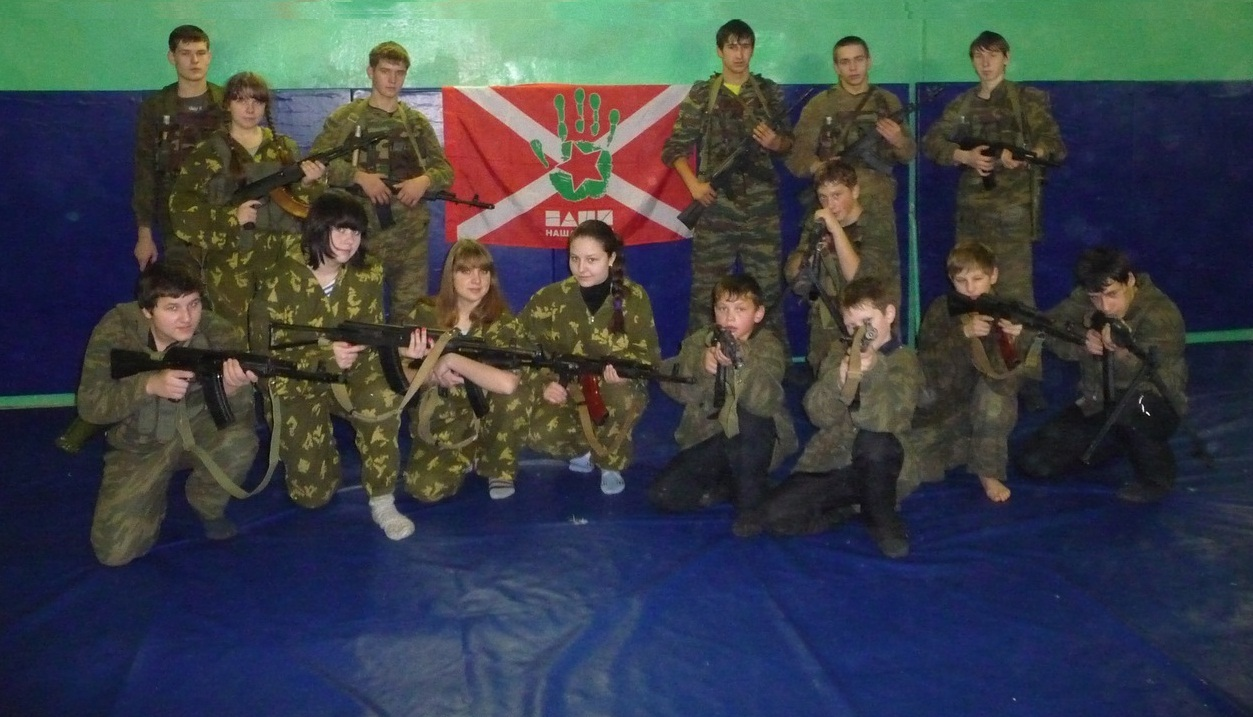
Федеральний проєкт «Наша Армія»

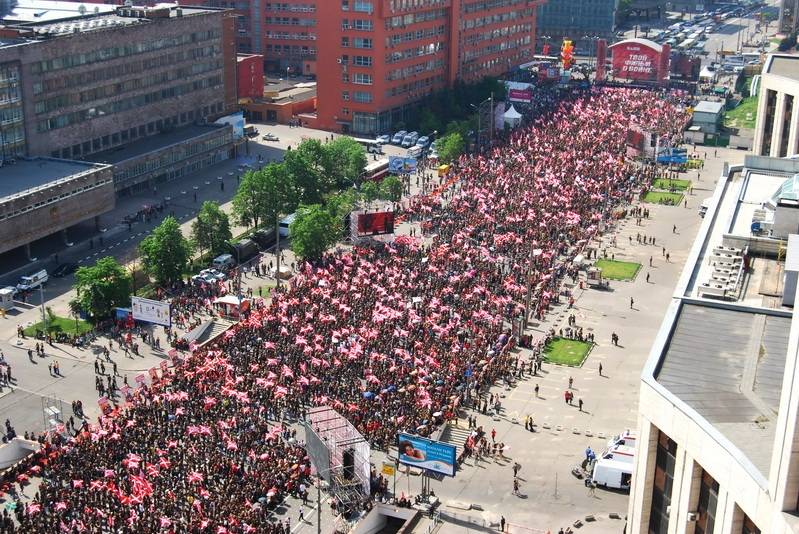
Мітинг «нашистів» в Москві, 2010 рік

На зміну руху «Ті, що йдуть разом» і як спроба протидіяти процесам всередині країни аналогічним Помаранчевій революції в Україні, 21 лютого 2005 року був створений нових рух — «Наші». На зустрічі, яку організатори намагалися захистити від уваги журналістів, брали участь Сурков і Якеменко, які обіцяли своїм прихильникам, що на базі «Наших» до 2008 року буде створено нову «партію влади», особливо підкреслювалось схвалення нової організації особисто Володимиром Путіним. Перший з'їзд нового руху відбувся в підмосковному будинку відпочинку «Сенеж», що належить Управлінню справами президента. Офіційно про створення руху було оголошено 1 березня 2005 року, очолив його Якеменко. Головною метою була заявлена «боротьба з фашизмом у всіх його проявах» (в липні того ж року змінено на «збереження суверенітету і цілісності Росії, здійснення модернізації країни, формування реально діючого громадянського суспільства»). Вже влітку 2005 року в таборі на озері Селігер зібралися 3 тис. активістів з 45 регіонів країни. Радник глави президентської адміністрації Гліб Павловський закликав активістів бути готовими «фізично протистояти спробам антиконституційного перевороту», а Сурков сказав: 
|  | Швидше приходьте, ми вам країну передамо. Головне, щоб ви знали — ми з вами. |

 Там же, на зльоті, з учасниками руху спілкувався президент Путін. Активістів руху запрошували на зустрічі до Путіна в підмосковну резиденцію «Завидово» (2005) і сочинську — «Бочаров ручей» (2006). Згодом ряд видань відзначали, що «Наші» швидко здобули недобру славу і, по суті, повторили всі помилки своїх попередників.
Відразу після появи інформації про формування «Наших» аналітики припустили, що новий проєкт Суркова міг бути і його власною ініціативою, підтриманою «сімейним» угрупованням в пику «пітерським чекістам». У разі, якби Сурков зміг зробити з «Наших» повноцінну партію влади, його шанси втриматися «в обоймі» могли б значно збільшитися. На думку експертів, у своїй роботі з молодіжними організаціями Сурков робив ставку на «праву, імперську ідеологію, засновану на пошуку зовнішнього ворога». Втім, деякі політики (сенатор Микола Тонков), заявляли, що «Наші» — «самодіяльність братів Якеменко».
У вересні 2006 року в Москві пройшов Форум молодих лідерів, який у ЗМІ було названо кремлівським проєктом виховання молодого резерву влади. Куратором проєкту ряд ЗМІ також називав Суркова. Делегати форуму не приховували того, що не бачать іншого шляху кар'єрного зростання, крім співпраці з «Єдиною Росією».

## Політичні ідеї і концепції

### Суверенна демократія
У жовтні 2005 року Василь Якеменко в інтерв'ю «Комсомольській правді» вперше увів у російський політичний ужиток термін «суверенна демократія»: 
|  | Ми виступаємо за суверенну демократію, де свобода людини і свобода держави необхідні і рівнозначні. |

 У червні 2006 року Сурков розвинув ідею, і протиставив ідеї «керованої демократії», політичному режиму, що керується ззовні, ідею суверенної демократії.

У липні 2006 року Дмитро Медведєв, на той час перший заступник голови уряду РФ, в інтерв'ю журналу «Експерт» назвав термін Суркова «далеко не ідеальним», бо якщо до слова «демократія» додаються якісь визначення, «це наводить на думку, що все-таки мова йде про якийсь інші, нетрадиційні демократії». Головний редактор «Експерта» Валерій Фадєєв, директор Інституту суспільного проєктування і один з творців економічної моделі суверенної демократії, пояснив незгоду Медведєва тим, що цей термін можна було б тлумачити як відмову від «деяких аспектів демократії» та як бажання Росії ізолюватися від зовнішнього світу. Висловлювалася також думка, що Медведєв сперечається не стільки з автором терміна, скільки з можливим своїм суперником на президентських виборах 2008 року, заступником голови уряду і міністром оборони Сергієм Івановим. Разом з тим, Медведєв, розкритикувавши термін Суркова, не запропонував нічого натомість. Заочна полеміка Суркова і Медведєва продовжувалась на сторінках журналу «Експерт». У номері від 20 листопада 2006 року вийшла стаття Суркова під назвою «Націоналізація майбутнього: параграфи pro суверенну демократію», де автор писав: 
|  | Припустимо визначити суверенну демократію як спосіб політичного життя суспільства, при якому влада, їх органи та дії вибираються, формуються і спрямовуються виключно російською нацією в усьому її різноманітті і цілісності заради досягнення матеріального добробуту, свободи і справедливості усіма громадянами, соціальними групами і народами, її утворюють. |

30 серпня 2006 року на круглому столі на тему «Суверенна держава в умовах глобалізації: глобалізація і національна ідентичність» в Москві представники «Єдиної Росії» узяли термін «суверенна демократія» до основи програмних документів партії, що знайшло своє віддзеркалення у майбутніх редакціях партійної програми.
У червні 2007 року Сурков виступив в президії Російської академії наук з лекцією «Російська політична культура. Погляд з утопії», в якій, розвиваючи ідею «суверенної демократії», спробував зв'язати з російською традицією. Саме традиція, згідно Суркову, і визначила специфіку російської демократії з її особливостями:
1. прагненням до політичної цілісності через централізацію,
2. ідеалізація цілей політичної боротьби,
3. персоніфікація політичних інститутів[203][204].

### Русскій мір
Автор сучасної концепції «Русскій мір» (рос. русский мир). Колишній чиновник кремлівської адміністрації та куратор проєкту «Новоросія», Борис Раппопорт стверджує, що в актуальний політичний обіг поняття увів Сурков в 2005 році. Дискусійним майданчиком розробки самої ідеї деякі автори вважають так званий «Ізборський клуб». Вже 2006 року Сурков вкладає в уста Путіна цю концепцію. Виступаючи на зустрічі з творчою інтелігенцією в Будинку Державіна в Санкт-Петербурзі напередодні Року російської мови, президент Російської Федерації підкреслив: 
|  | Русскій мір може і повинен об'єднати всіх, кому дороге російське слово і російська культура, де б вони не жили, в Росії або за її межами. Частіше вживайте це словосполучення — «русскій мір». |

 Наступного року було створено культурний фонд «Русскій мір», що займався гуманітарними питаннями. У вересні 2013 року на засіданні дискусійного клубу «Валдай» перед іноземними гостями була оголошена ретельно пророблена доктрина, як відповідь російської влади на політичні виклики кризового року.

## Участь в організації агресії Росії проти України

Країни, де Сурков під санкціями

17 березня 2014 року на Суркова були накладені міжнародні санкції у зв'язку з агресією Росії проти України. Уряд США заборонив йому в'їзд до країни, наклав арешт на активи та власність, що перебувають на території Сполучених Штатів. Американська сторона вважає помічника президента Росії одним з головних високопоставлених чиновників російської адміністрації, відповідальних за порушення суверенітету і територіальної цілісності України. Аналогічні заходи були прийняті з боку уряду Канади. Також включений в санкційні списки Європейського Союзу, Австралії, Швейцарії та України. Сурков пояснив, що рахунків за кордоном не має, а рішення Вашингтона розцінює як визнання його заслуг перед Росією. 12 грудня 2014 року Владислав Сурков покинув пост голови опікунської ради Сколковського інституту науки і технологій (Сколтеха), який він очолював з липня 2012 року, нібито через те, що він не хоче бути «політичною причиною порушення гармонії у взаєминах» Сколтеха і Массачусетського технологічного інституту (США).

У жовтні 2014 року Ігор Стрелков звинуватив Суркова в прагненні до руйнування й розкрадання: 
|  | На жаль, ті люди, які зараз займаються питаннями Новоросії на території Росії, які уповноважені це робити, зокрема, горезвісний Владислав Юрійович Сурков, це люди, які націлені тільки на руйнування, які ніякої реальної та дієвої допомоги не нададуть. |

19 лютого 2015 року голова Служби безпеки України Валентин Наливайченко звинуватив Владислава Суркова, який перебував в лютому 2014 року в Києві, в керівництві групами іноземних снайперів, які обстрілювали людей на Майдані. Він прямо послався на задокументовані допити співробітників спецпідрозділу «Альфа», які свідчили про місцезнаходження іноземних снайперських груп, які цілилися і в мітингувальників, і в співробітників Міністерства внутрішніх справ України. Міністерство закордонних справ Російської Федерації і особисто президент Росії заперечували причетність Суркова до цієї справи.
27 лютого 2015 року Валентин Наливайченко повідомив, що Владислав Сурков координував діяльність збройних терористичних формувань на сході України. Зокрема давав вказівки з приводу інформаційної політики, поради як саме висловлюватися з приводу перспективи введення миротворців на схід України.

### Злам поштової скрині
24 жовтня 2016 року хакерське угрупування «КіберХунта» заявила, що взяла під свій контроль поштову скриню Владислава Суркова. Серед перших оприлюднених файлів був представлений «план із дестабілізації України» (так званий «план „Шатун“»).
Наступного дня, 25 жовтня, відбувся Surkov leaks — було оприлюднено злив пошти приймальні Суркова. Український кіберальянс — альянс хакерських груп КіберХунта (CYBERHUNTA), FalconsFlame, RUH8 та TRINITY, передали спільноті ІнформНапалм дамп з поштової скрині приймальні Владислава, що охоплює період вересня 2013 — листопада 2014 року сукупним розміром майже 1 ГБ. Матеріали періоду 2015—2016 років були передані спецслужбам для проведення розслідування. Начальник апарату глави СБУ Олександр Ткачук заявив, що може підтвердити автентичність частини з оприлюднених документів, оскільки вони збігались із документальними матеріалами, вилученими в ході різних розслідувань.
За словами Романа Бурко, «скани Закарпаття» (план «Шатун») і злам пошти приймальні Суркова (Surkov leaks) є окремими подіями. «Скани» не були присутніми у дампі поштової скрині, а тому коментувати їх достовірність спільнота ІнформНапалм не має змоги.
Серед оприлюднених даних можна знайти свідчення того, що російському політичному керівництву були добре відомі мотиви учасників протестів Євромайдану, а підготовка до анексії Криму розпочалась задовго до втечі Віктора Януковича.
Умовно, можна виділити два періоди: до 2013 року, коли постало питання про підписання Україною угоди про асоціацію з Європейським Союзом, та після. Починаючи з другого періоду на поштову скриню починає надходити різноманітна аналітика стосовно різних регіонів України, виборчого процесу в АР Крим та Севастополі. Костянтин Ернст надіслав інформацію про українські телеканали та їхніх власників.
Також із листування можна зробити висновок про механізми контролю Росією маріонеткових утворень в Абхазії та Південній Осетії.
Оприлюднене листування також висвітило зв'язки Суркова з Костянтином Затуліним, Сергієм Глазьєвим, Костянтином Малофєєвим, та іншими.

## Нагороди і відзнаки

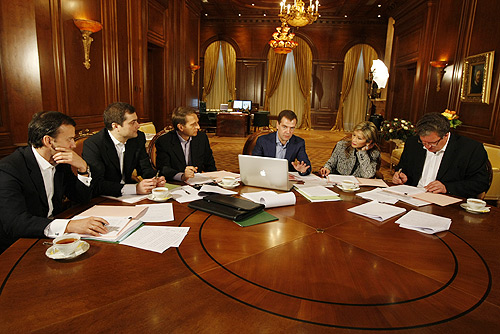
Нарада у Медведєва під час підготовки послання президента Думі РФ, 2010

- 2003 — Орден «За заслуги перед Вітчизною» III ступеня — за великий внесок у зміцнення російської державності та багаторічну сумлінну працю[226][227].
- 2011 — Медаль Столипіна II ступеня — за багаторічну плідну державну діяльність[228][229].
- 2012 — Орден Пошани[230][231].
- 2015 — Орден Олександра Невського — за заслуги в забезпеченні діяльності Адміністрації Президента РФ і багаторічну бездоганну державну службу[232].
- 2016 — Орден «За вірність обов'язку» Республіки Крим — за проявлену особисту мужність і патріотизм у захисті конституційних прав і свобод жителів Криму[233].
- 2003 — Подяка Президента РФ — за активну участь у підготовці Послання Президента РФ до Федеральних Зборів на 2003 рік[234].
- 2004 — Подяка Президента РФ — за активну участь у підготовці Послання Президента РФ до Федеральних Зборів на 2004 рік[235].
- 2008 — Почесна грамота Центральної виборчої комісії РФ — за активне сприяння та істотну допомогу в організації та проведенні виборів Президента Російської Федерації[236][237].
- 2010 — Подяка Президента РФ — за активну участь у підготовці послання Президента Російської Федерації Федеральних Зборів Російської Федерації[238].
- 2012 — Почесний знак Центральної виборчої комісії РФ «За заслуги в організації виборів» — за значний внесок у розвиток виборчої системи РФ[239][240].

## Літературна діяльність
Суркова називали автором детективного роману про корупцію «Околоноля», написаного під псевдонімом Натан Дубовицький (співзвучним з прізвищем його другої дружини), який був випущений у вигляді спеціального випуску журналу «Російський піонер» 2009 року. Сам Сурков своє авторство заперечував, написав жорстку рецензію на роман і назвав його «літературною містифікацією». Проте пізніше він змінив власну думку і зазначав, що краще цього твору нічого не читав. Відомий російський письменник Віктор Єрофєєв розповідав, що Сурков зізнавався йому в авторстві цього роману. 20 жовтня 2011 року перший заступник голови Ради федерації Олександр Торшин підтвердив у своєму мікроблозі, що «книга місцями автобіографічна».
У 2011—2012 роках в «Російському піонері» був опублікований частинами, а потім і у вигляді окремої книги ще один роман за авторством Дубовицького — «Машинка і Велік, або Спрощення Дубліна». 21 травня 2012 року в інтернет-шоу Minaev Live Василь Якеменко згадав, що автором цього вікі-роману є Сурков, підтвердивши, що Натан Дубовицький — псевдонім Владислава Суркова. 27 серпня 2012 року «Новая газета» опублікувала узгоджені з видавцем фрагменти з книги Натана Дубовицького «Машинка і Велік» з коментарем «нерозумно не отримати задоволення від безсумнівного дару людини, яка обрала, ймовірно, не ту професію».

## Вплив на мистецьке життя
Захоплюється симфонічною музикою, грою на гітарі.
У жовтні 2003 року Сурков разом з лідером рок-групи «Агата Крісті» Вадимом Самойловим записав диск «Півострова» на власні тексти пісень. Альбом вийшов обмеженим тиражем і в широкому продажу не з'являвся, роздавався лише друзям. 2005 року з'являлася інформація про запис нового спільного альбому з Самойловим «Півострова 2». 2005 року разом із Борисом Гребенщиковим організував зустріч з відомими рок-музикантами, на зустрічі були присутні учасники груп «Би-2», «Сплін», «Чайф», В'ячеслав Бутусов, Земфіра, продюсери Дмитро Гройсман і Олександр Пономарьов. На зустрічі йшла розмова про перспективи незалежного музичного ринку в Росії, хоча деякими аналітика висловлювалися припущення про спроби заручитися підтримкою музикантів в разі політичної нестабільності.
Сурков з 2004 року займався організацією забезпечення діяльності Ради з культури і мистецтва, Ради із взаємодії з релігійними об'єднаннями, Комісії з Державних премій в галузі літератури і мистецтва при президенті Російської Федерації, узгоджував проєкти рішень про присудження державних премій і премій президента Російської Федерації в галузі освіти, культури, літератури і мистецтва.
Влітку 2006 року Сурков виступив ініціатором створення кінокартини «1612: Хроніки Смутного часу», що присвячена історії нового офіційного свята Російської Федерації — Дню народної єдності (4 листопада). Сурков пропонував різним відомим режисерам «фактично виконати держзамовлення», знявши фільм про події Смутного часу. Свою згоду дав режисер Володимир Хотиненко, а генеральним продюсером проєкту виступив Микита Михалков. Сценарну розробку кінокартини щільно курирував сам Сурков. Прем'єра фільму відбулася в листопаді 2007 року, а в листопаді 2008 року Перший канал (генеральний директор — Костянтин Ернст) представив телевізійну прем'єру картини.
У травні 2009 року Сурков увійшов до складу Ради з розвитку вітчизняної кінематографії при уряді РФ, яку очолив Володимир Путін. Новий орган створювався для розгляду і підготовки пропозиції щодо державної підтримки виробництва, прокату, показу російської кінопродукції і її поширення за кордоном, задля забезпечення державного фінансування «фільмів, спрямованих на формування ціннісних установок, які відповідають інтересам російського суспільства і стратегічним завданням розвитку країни».

## Родина
1987 року одружився з Юлією Петрівною Вишневською (до шлюбу Лукоянова; *24 грудня 1968 року). Юлія Петрівна, засновниця унікального російського Музею ляльок, мешкає в Лондоні.
1996 року Сурков Владислав Юрійович розлучився і почав жити без офіційного оформлення стосунків з власною секретаркою, Дубовицькою Наталією Василівною (*15 грудня 1973), 2004 року стосунки офіційно узаконені. Наталія Василівна з 1998 по 2006 рік керувала дизайнерською фірмою «Мастерская изящных решений XXI век», пізніше заступник гендиректора із зв'язків з громадськістю ВАТ «Группа промышленных предприятий РКП» (Російські крохмалепродукти).

### Діти
Має чотирьох дітей. Син Артем (1987) від першого шлюбу нерідний, усиновлений. З другою дружиною має трьох дітей: син Роман (2002) та донька Марія (2003) народжені до узаконення стосунків, син Тимур (2010) народжений в законному шлюбі.

### Родичі
Двоюрідний брат по матері — Іван Якович Голоусіков (*8 листопада 1950), військовий лікар, анестезіолог і реаніматолог, головлікар московської міської лікарні № 3, кавалер ордена Червоної Зірки.